# 街頭報紙

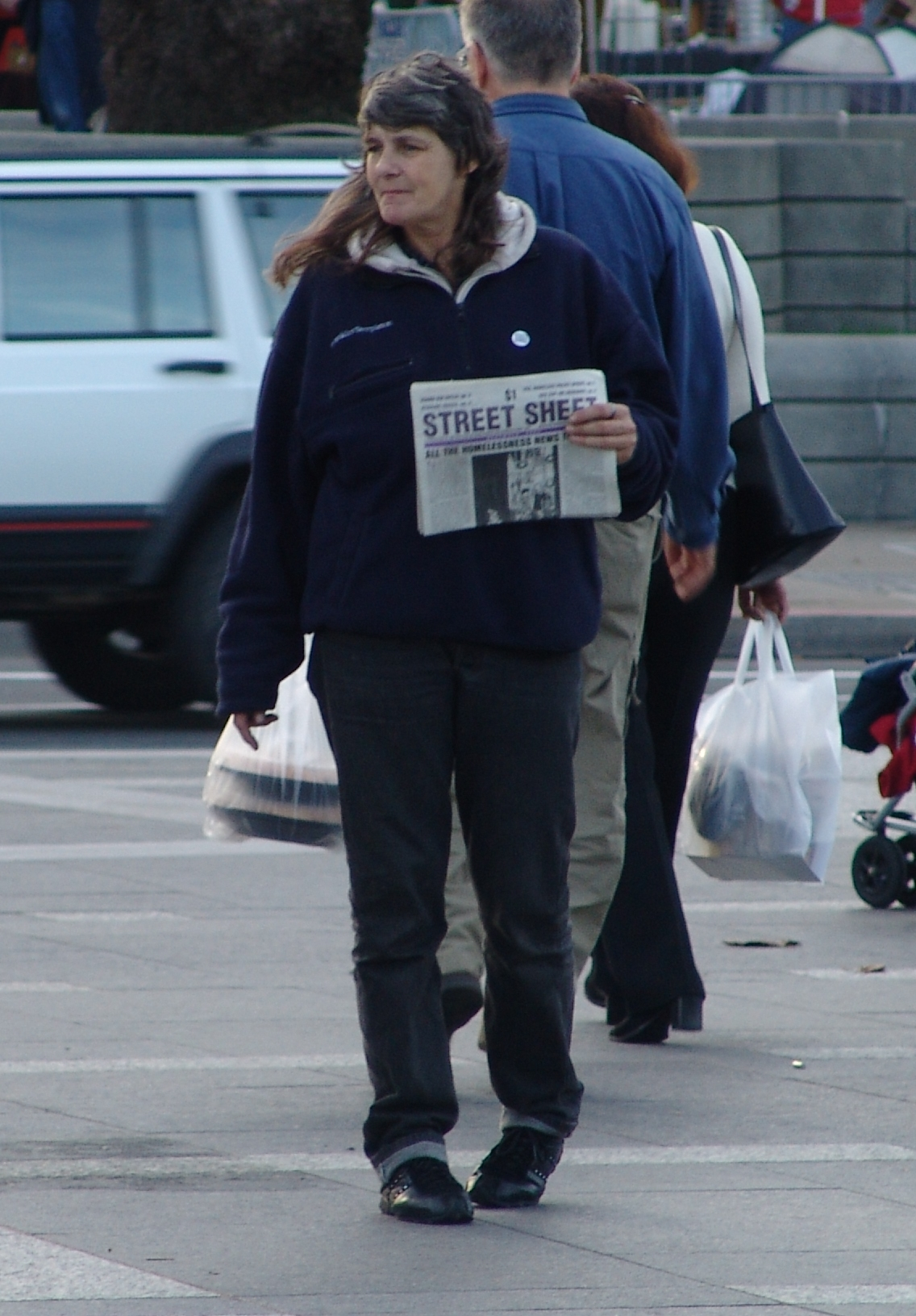
一個舊金山的街頭報紙販售者正在販賣 Street Sheet。

街頭報紙是由街友或窮人販售且主要用來支持其經濟狀況的報紙或雜誌。大多數的街頭報紙主要刊登露宿者和貧窮議題的相關報導，且尋求強化露宿者之間的社群網路。街頭報紙致力於提供這些人工作機會以及發聲的管道。除了由露宿者販售，部分報紙的內容也由他們寫作和生產。
在19世紀末與20世紀初之際，有些慈善、宗教、勞工組織試著發行出版物，以報導露宿者相關訊息引發大眾關注，但街頭報紙卻是在紐約市街報於1989年成立後才逐漸普及。而現今，類似模式的街頭報紙在全球超過30個國家中發行，其中多位於美國和西歐。他們的支持單位包括政府、慈善機構和聯合機關如國際街報聯盟和北美街報協會等。雖然目前市面上已有許多街頭報紙發行，但其生存仍然面臨眾多挑戰，包括資金短缺、不可靠的員工，以及引發大眾興趣、維持穩定閱聽眾等困難。
街頭報紙主要由露宿者所販售，但關於露宿者的報導內容則不一，端看露宿者本身能夠書寫的量而異。有些街頭報紙的主筆者主要為露宿者，但也有的報紙由專業記者主導，企圖與主流出版刊物競爭。街頭報紙內容的取材，以及有多少程度讓露宿者參與報紙內容產出，為許多街頭報紙發行者帶來不少爭議。其中一個很有名的街頭報紙《大誌》長期以來都是此爭議的焦點，因為它藉由發行主流議題及流行文化吸引廣大的讀者群，然而其它街頭報紙的內容則強調支持露宿者、聚焦社會議題，同時也不賺取高利。

## 歷史

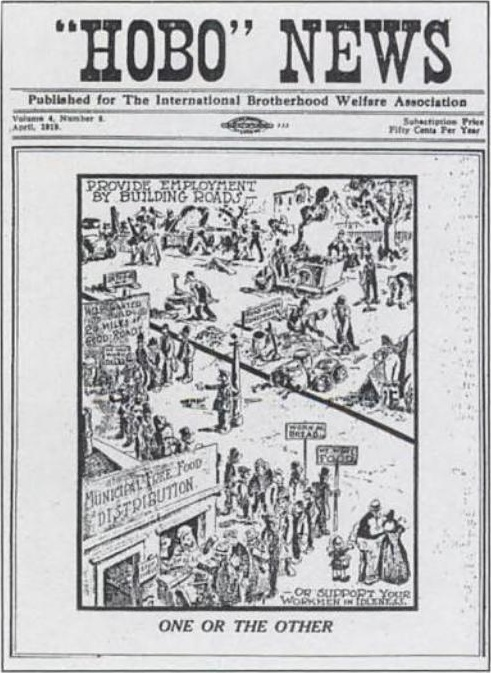
An early Hobo News front page

### 歷史緣起
雖然街頭報紙開始正式出版於1989年紐約市的Street News ，以及在舊金山發行的Street Sheet，但其實早在19世紀末，街頭報紙就已經開始被窮人及露宿者用於換取收入，並且也同時喚起人們對社會問題的關注。新聞學者 Norma Fay Green 引用救世軍在1879著作於 倫敦 的The War Cry，認為這是一種「非官方的、地下化的, 另類的出版初始形式」。The War Cry由 救世軍成員以及貧窮工作者進行販售，用來引發人們關注這些人困難的生活條件。另一個現代街頭報紙的先驅是1915年到1930年運作於辛辛那提的 Hobo News，寫作內容來自卓越工人、社會運動者及世界產業工作者成員，以及流動工人、社會上的乞討者的口述歷史、創意寫作、藝術作品。大部分的街頭報紙出版於1970年代之前，例如附屬於宗教組織的出版物 天主教工作者 （創立於1933年）。 正如同19世紀末及20世紀早期的工人報紙及獨立媒體，早期的街頭報紙的成立，通常是因為創辦者認為主流媒體的內容缺少與一般庶民相關的議題。

### 現代的街頭報紙
現代的街頭報紙於1980年代末期的美國開始出現，反映了當時露宿者越來越多的狀況，以及支持露宿者的人們對主流媒體描述露宿者的方式感到不滿。當時，很多媒體形容無家可歸者全都是犯罪者、毒癮者，並認為比起社會或政治性的因素，無家可歸的狀態更大的原因是因為惰性 。因此，第一份街頭報紙被創造的動機之一，就是對抗既有媒體對露宿者的負面評價。
常被引用為第一份現代街頭報紙的是街報(Street News) ，於1989年末創立於紐約 。而在舊金山的Street Sheet，則是在不知道Street News存在的狀況下，自然地在幾乎相同的時間開始，並被認為是持續運作最久的街頭報紙。雖然在街報創立時，已經有些小報紙出版，但街報吸引了絕大部份的關注，並成為促成其他報紙誕生的催化劑。接下來，更多街頭報紙於1990年代初期開始，以眾望所歸的紐約報紙作為靈感來源，像是1992年成立於波士頓的Spare Change News。在這段期間，平均每年有五家新報紙成立 。這樣的成長不只是歸因於對露宿者的態度及政策的改善，同時桌上型電腦也讓出版變得更容易 。 1989年之後，至少100家報紙 在超過30個國家湧現 。2008年之前，估計全世界有3200萬的人讀過街頭報紙，並且有25萬位窮人、地位較低的人，以及露宿者販賣過街頭報紙，或是對其有相關貢獻。

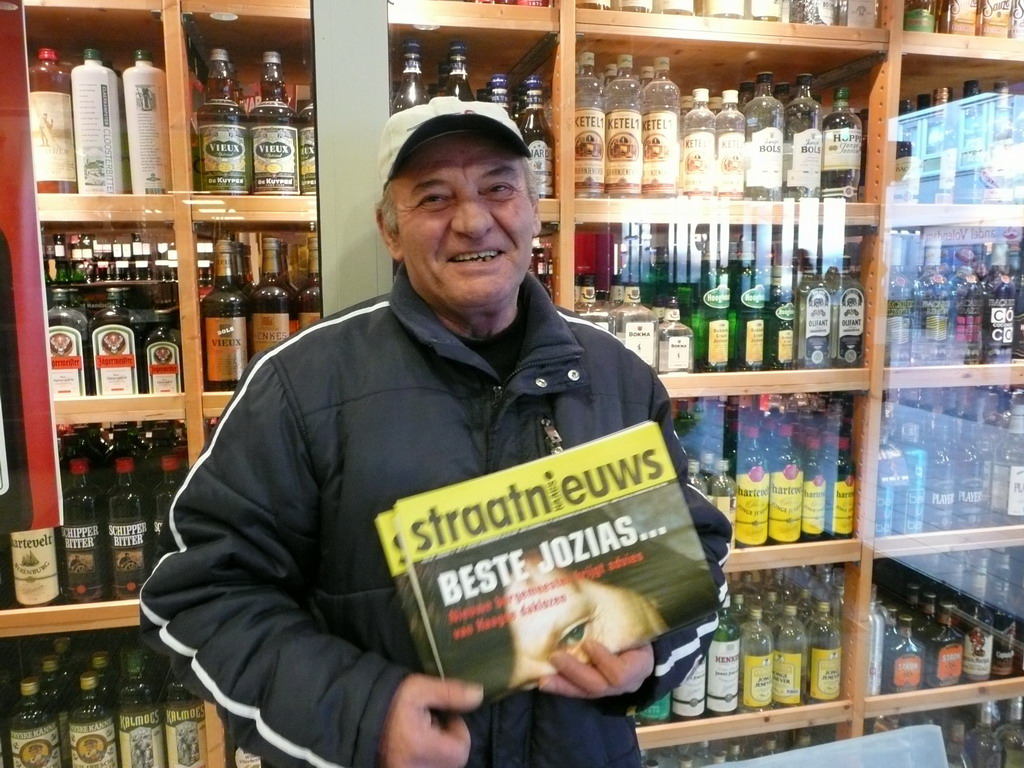
在 荷蘭的祖特爾梅爾販賣 Straatnieuws的小販

街頭報紙在全世界多個主要城市皆行之有年，最主要在美國及西歐。特別在德國有大量湧現的情況，甚至在1999年，德國的街頭報紙比整個歐洲其他國家加起來還要多 。在瑞典，Aluma, Situation Sthlm 及 Faktum這些街頭報紙贏得了2006年瑞典公關協會頒發的瑞典新聞大獎。另外在加拿大、非洲、南美、及亞洲的部分城市，也有街頭報紙的創立。雖然是在美國境內, 有些街頭報紙 (例如 芝加哥的雙語報紙 Hasta Cuando)甚至以英語以外的語言出版。
1990年代中期，有些聯盟的組成更強化了街頭報紙行動。國際街報聯盟(INSP)和北美街報協會(NASNA)分別成立於1994及1997年，以支持街頭報紙及"維護道德標準"為目標。尤其，國際街報聯盟的創立是為了幫助剛起步籌辦街頭報紙的團體、引起更多主流媒體關注在1990年代的街頭報紙運動、並且支持不同國家的街頭報紙創立者，以及員工間的互動及對話。2006年，國際街報聯盟和北美街報協會通過投票，合併了他們的資源；他們合作創立街頭報紙服務計畫，收集會員的文章並在網路上建檔 。另外，歐洲也有國家報紙聯盟的創立(義大利有一個國家聯盟，荷蘭則有 Straatmedia Groep Nederland)。

## 產業敘述
大多數的街頭報紙有下列三種主要目的：

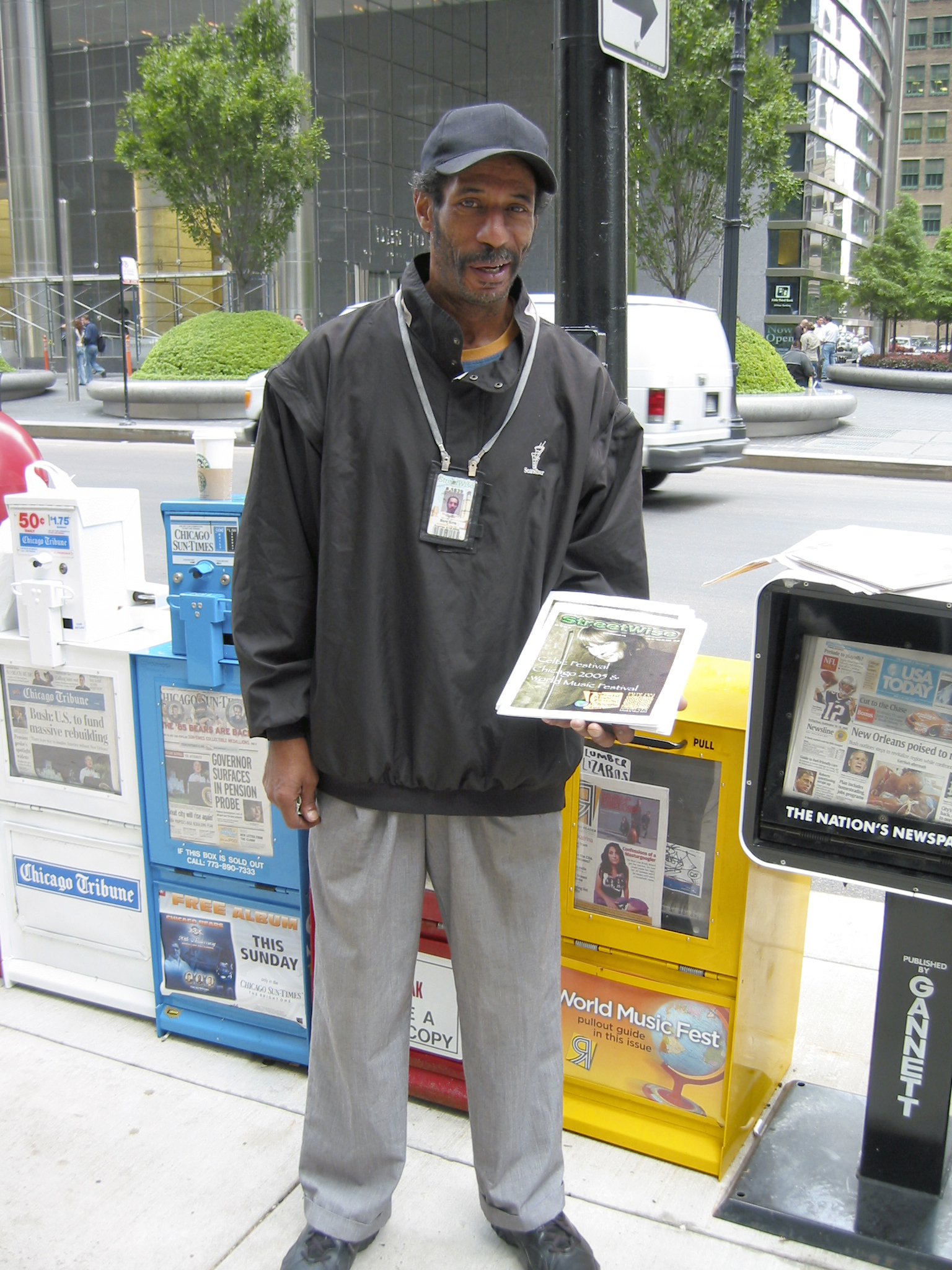
在芝加哥販售StreetWise的小販

- 讓無家可歸或是其他類型的社會邊緣人可以透過街頭賣報以及時常地投稿，得到收入並習得工作技能。
- 讓社會大眾有機會學習、閱讀有關無家可歸以及貧窮人口的資訊。
- 讓無家可歸者與社福提供者，或者無家可歸者社群之間，建立社會網路。

街頭報紙的特徵就是它是由無家可歸者或社會邊緣人販售。儘管有為數不少的街頭報紙目的是為了讓民眾了解、吸收到關於無家可歸者的社會議題，但教育通常是次要的目的：多數人購買街頭報紙是為了要支持街賣者、表達關心或同情，而不是真的會閱讀報紙上的內容。
到底閱讀街頭報紙的人口特徵為何，其實並不清楚。1993年有一項由芝加哥的StreetWise報社所發起的問卷調查，結果顯示閱讀這類報紙的讀者多為大學以上學歷、大約超過一半為女性、且大約超過一半未婚。

### 企業運作模式
絕大多數的街頭報紙的營運模式，都是以零售價的一定比率（通常是在10%到50%之間）將報紙賣給街賣者，而街賣者再以零售價賣出以賺取銷售利潤。街賣者從銷售中所得到的收入，就是為了要讓他們能夠「自力更生（get back on their feet）」。要求街賣者先進貨購買報紙，然後再賣出這些報紙來賺錢，原因是希望他們能夠發展出財務管理的技能。大部份的街頭報紙販賣者都會別有胸章或是可放出版物的側背書包。很多街頭報紙出版社會要求街賣者簽署行為守則否則就要「自負責任（"clean up their act"）」。
在英國和美國，絕大多數的街頭報紙販賣者都是街友，在其它一些國家(特別在歐洲)則主要由難民販賣。  然而，並非所有的販賣者都是街友；一些販賣者擁有穩定的住所，但無法從事其它工作；一些販賣者起初是街友，但最後能夠用販賣報紙的收入找到住所。整體而言，主流的美國街頭報紙並不要求販賣者提出街友或貧窮的證明，亦不要求販賣者在找到住所後離職。 在美國，自從2008年起，相較於傳統而言在販售者中佔多數的長期性的街友( chronically homeless )，短期性的窮人( newly needy )的數量有所成長。這些販售者通常受過良好教育且有廣泛的工作經驗，但在2008年的金融海嘯中失去工作。
街頭報紙創辦的方式各有不同。有些如 Street Sense ， 是由街友或正式的街友創辦的，有些則是更專業的企業。 大多數的街頭報紙企業，特別是美國，接受地方政府和慈善機構的援助， ，一些聯合機關如 國際街報聯盟和北美街報協會亦提供新成立的街頭報紙工作坊和援助。 
許多街頭報紙以自底而上( bottom up )的形式發展，始於志願性的工作且為媒體事業的新進者，並漸漸擴張以包含專業人士。 對大多數的報紙而言，收入的主要部分來自銷售、捐贈和政府補助，然而有些報紙也接受來自地方企業的廣告收入。  在街頭報紙的出版者和援助者間對於報紙是否應刊登廣告意見分歧，一些人認為廣告是實用的且有助於支持報紙，而另一些人則宣稱許多廣告對於為弱勢者設計的街頭報紙來說是不適當的。
街頭報紙具體的商業模式變化多樣，從由販賣者管理的，將街友賦權和參與視為最高價值的報紙，到高度專業化和商業化的週報。 一些報紙(特別在歐洲)以自主企業的模式經營，另一些則是以既存的組織或計畫的一部分運作。 有些報紙如英國的"大誌"非常成功，在2001年一個禮拜可賣出將近三十萬份，獲利兩千萬美元，但多數街頭報紙一個月僅賣出少至三千份，出版者難以從中獲利。

### 報導內容
絕大多數街頭報紙的報導都闡述關於遊民或是貧窮議題 。街報常常會是主要的來源，針對與無家可歸者相關的政策或是社會議題的變化，提供主流媒體上看不到的資訊 。除了來自行動者和社群組織者的文章 ，許多特別報導的投稿來自無家可歸者和窮人，包含個別街頭報紙販賣者的小傳。例如，華府的 Street Sense 的第一版包含了一篇對著名的無家可歸者社群的描寫、一則國會女議員的訪談、一篇有關取得工作的代價和報酬的社論、幾篇有關無家可歸的詩、一個how-to專欄、以及一段有關食譜的文章；2009年勞倫斯市的 Change of Heart 包含一個最近的強行清除無家可歸者營地的故事、一篇有關無家可歸者的書評、一則Family Promise 對無家可歸者援助的描寫、以及一個社群資源的清單。許多內容都由無家可歸者提交。 其寫作風格通常簡單明瞭，社會科學家Kevin Howley形容街頭報紙有一種自然的說服力。
據Howley所言，街頭報紙和公民記者相似，兩者都是感受到主流媒體的缺點做出的反應，並且鼓勵非專業人士的參與。兩者之間的主要差別則在於公民記者運動不必然主張特定的立場，而街頭報紙公開地擁護無家可歸者和窮人。
不同於大多數的街報，英國的大誌主要關注名人新聞和訪談，而非無家可歸者和貧窮的報導。它依然由無家可歸的販賣者販售，大部分收入用來幫助無家可歸的個人和無家可歸者的倡議團體，但報紙的內容多半由專業人士撰寫，且面向廣泛的讀者群。由於其專業特性和高產值，大誌已成為在認同專業的人和認同草根理念者，對於街頭報紙應如何運作的辯論中，被頻繁批評的目標。

### 社會效益
除了提供收入和工作機會，街頭報紙試圖給予無家可歸的參加者責任和獨立性，並創造緊密的無家可歸者社群。許多街頭報紙提供額外的計畫給販賣者，像是職業訓練、安置援助以及其它社會服務的轉介。其它則經營大型社會服務組織計畫ㄧㄧ舉例來說，芝加哥的StreetWise轉介販賣者給「藥物和酒精治療，高中同等學力課程，生涯諮詢和永久住居」的提供者大多數計畫致力於有關無家可歸及貧窮的組織創立和倡議，並且擔任地方無家可歸者社群的監察機構。 Howley曾形容街頭報紙為一種流通「於無家可歸者、失業者、工作中的窮人、避難所管理者、照護工作者、社群組織者、以及其它代表他們工作的人之間正式和非正式的關係」網路的方式。

### 挑戰與批判

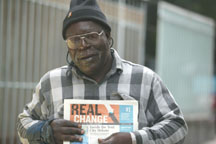
2005年，西雅圖的Real Change街頭報紙重新設計版式，並開始每週出刊，試圖避免被視為「慈善購買」。

在街頭報紙發行之初，人們仍時常不願意去買那些無家可歸的人所販售的報紙，因為擔心被他們詐騙。再者，許多報紙賣得不好的原因，很大一部分是因為文字與產出被視為是不專業以及不精采的；並且，報紙涵蓋之主題有時被視為缺乏報導價值和與大眾或遊民社群低度相關。  於是在蒙特婁和舊金山的相關機構為了因應這些批評，他們為街頭報紙發行者舉辦寫作和報導文章撰寫工作坊。另外，有報紙例如StreetWise在過去曾被批評"陰沉的"並且對於販售人員來說太吵鬧和擾人。 有些報紙賣得不錯不過並沒有被廣泛閱讀，因為可能許多人會直接將錢捐給販售員而不買；或是購買後丟棄。 Howley曾描述讀者的猶豫以及低意願去讀報紙的表現為"同情疲乏"。 另一方面，有些人會批評某些販售狀況良好以及閱讀率高的街頭報紙，例如大誌雜誌，過於主流或是商業化。
街頭報紙所面對的其他挑戰包含高的短期販售者流動率、員工可靠度低、 缺乏足夠資金、在政府資助下缺乏報導自由，及在人口統計資料中顯示人們對於遊民議題興致缺缺。像是新聞學教授 Jim Cunningham將販賣卡加利的Calgary Street Talk街頭報紙的困難，歸於大多數中產階級與保守派群眾仍對於遊民產生原因不夠敏感。 最後，反遊民條款時常針對街頭販賣者及小販，例如，在紐約市和克里夫蘭，法條禁止販賣者於交通要道或其他交通繁忙地區販售報紙，讓街頭報紙街報(Street News)和Homeless Grapevine 難以營利.

### 其他切入方式
在街頭報紙的支持者和出版商之間，存在著意見的的分歧，像是街報該如何營運以及目標為何，如此反映了“在倡導社會變革的議題中，兩種思維之間的衝突”。
 爭論的其中一方是那些尋求運作機制類似企業並產生利潤和廣泛的讀者群，以實際方式造福無家可歸者；另一方則是試圖為無家可歸者和窮人提供“發聲管道”，而非為成全廣大讀者的偏好而淡化他們的消息。   Timothy Harris, Real Change主編，將兩方描述為「自由派企業家」(liberal entrepreneurial)和「激進、草根運動者」(radical, grassroots activist)。
一直受爭議圍繞的大誌，全球流通率最高的街報， 就是一個對於兩方思想呈現的一個很好的範例 大誌主要是報導名人軼事的新聞；雖然它是由無家可歸者販售，產生的利潤用於造福無家可歸者，內容卻不是由他們編寫，內容鮮有與他們相關的社會問題報導。 在90年代末時，總部位於倫敦的大誌開始計劃進入美國市場，許多美國街頭報紙出版商防衛性地反應，聲稱他們無法與生產價值高、製作專業的大誌競爭 或是認為大誌沒有提供足夠的發聲管道給無街可歸者。 大誌所掀起的各界反應，顯示了商業化、專業化的報紙和更加具有草根風格的報紙之間的衝突，便是由於大誌模仿主流報紙和雜誌，以產生巨大的利潤，投資於無家可歸議題及其他關注政治和社會問題的其他團體，而不是將焦點放在可以為他們賺取利潤的內容。 一些街頭報紙的支持者認為，街報的主要目的應該是給無家可歸者一個聲音，並填補主流媒體報導的空白(fill the void)；然而其他人則認為其主要目的應該是提供無家可歸者用就業和收入。 
其他受爭議的，包括無家可歸者參與街頭報紙的書寫和印刷的程度，和街報是否應該接受廣告以產生收入。 Kevin Howley在探究是否「可能（或值得）發布一個持不同意見的報紙—也就是，一個希望引起社會變革的刊物—並仍然吸引廣大受眾」時，總結了不同街頭報紙模型的分歧。

## 街頭報紙列表
街頭報紙列表

## 備註
1. ↑  另一個作者認為此報紙的運作時間更短，是自 1910年代晚期至1920年代早期 (Heinz 2004，第534頁).
2. ↑  有些街頭報紙，卻是用另外的形式來運作，他們會讓街賣者在成功把報紙賣出後再跟他們要求一定的比例的收入作為營運經費(Corporal 2008)。
3. ↑  。雖然大誌飽受關注和爭議，但它並不是唯一一個以商業模式為導向的街報；有許多以類似的方式運作的街報，大誌 是這一類街頭報紙中最知名的例子。(Green 1998，第47頁).